# Bordesac
Bordesac (en francès Bordezac) és un municipi francès situat al departament del Gard i a la regió d'Occitània.